# The Cute Lepers
I The Cute Lepers sono un gruppo punk revival powerpop statunitense, originari di Seattle, nati dallo split di alcuni membri del gruppo pop punk dei The Briefs. Attualmente la band è formata da Steve E. Nix (chitarra e voce), Stevie Kicks (basso), Josh Kramer (batteria), Brian Yeager (chitarra) e le due coriste Meredith e Prisilla Ray.
Brian Yeager attuale chitarrista della band ha sostituito Travis Criscola, membro originario dei Cute Lepers e dei The Briefs, morto il 28 marzo 2009 dopo un mix di alcool e droghe sintetiche.

## Formazione
- Steve E. Nix - chitarra, voce
- Stevie Kicks - basso
- Meredith -  cantante corista
- Prisilla Ray -cantante corista
- Josh Kramer - batteria
- Brian Yeager - chitarra

### Componenti passati
- Travis Criscola - chitarra

## Discografia

### Album in studio
- 2008 - Can't Stand Modern Music
- 2009 - Smart Accesorise

### Singoli
- 2008 - Terminal Boredom/Prove It
- 2008 - So Screwed Up/Cool City
- 2008 - Out Of Order/Lonley Boy
- 2008 - Terminal Boredom/Any Danger Love
- 2009 - Berlin Girls/Fall In Love